# Internationale Assoziation für Ryukyu- und Okinawa-Studien
Die Internationale Assoziation für Ryukyu- und Okinawa-Studien (IAROS) ist eine weltweite Vereinigung von Wissenschaftlern, die sich dem Studium von Sprache, Kultur und Geschichte, aber auch Fragen der natürlichen Umwelt der Ryūkyū-Inselkette (heute die Präfektur Okinawa und Teile der Präfektur Kagoshima, Japan) widmen. 
IAROS wurde 2006 anlässlich des 5. Internationalen Symposiums der Okinawa-Studien an der Universität Venedig gegründet. Dem Gründungskomitee gehören Wissenschaftler aus Okinawa selbst, Japan, der Volksrepublik China, den USA, Australien und Europa an. 